# ستانلي جيمس
ستانلي جيمس (3 يناير 1932 - 12 أكتوبر 2002 في نيوزيلندا) (بالإنجليزية: Stanley James)‏ هو لاعب كريكت نيوزلندي.